# Wilhelm Berlin
Wilhelm Berlin (28 de abril de 1889-15 de septiembre de 1987) fue un general alemán durante la II Guerra Mundial. También fue condecorado con la Cruz de Caballero de la Cruz de Hierro de la Alemania Nazi.

## Condecoraciones
- Cruz de Caballero de la Cruz de Hierro el 6 de marzo de 1944 como Generalleutnant y comandante de la 227. Infanterie-Division[1]